# Palacio Farroupilha

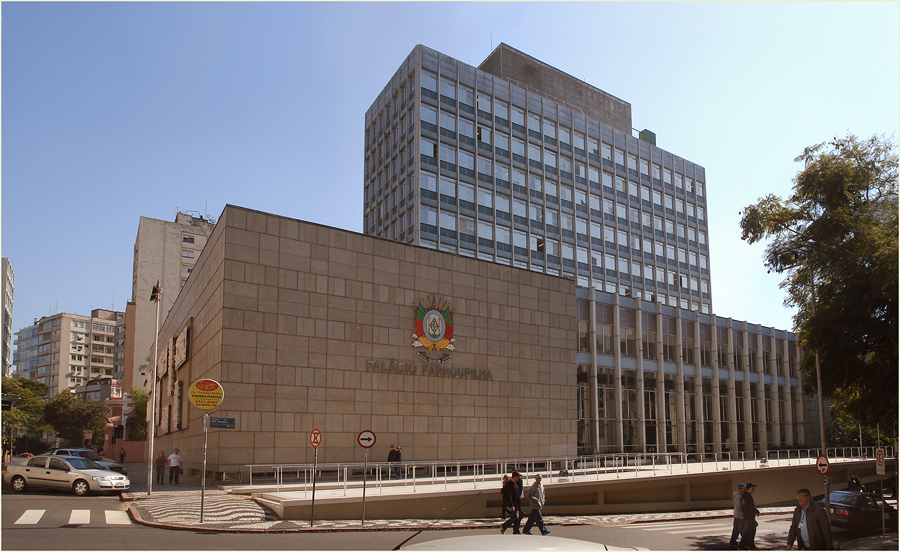
El Palacio Farroupilha, en Porto Alegre.

El Palacio Farroupilha (en portugués: Palácio Farroupilha) es la sede de la Asamblea Legislativa de Río Grande del Sur. Está ubicado en el centro de la ciudad brasileña de Porto Alegre, en la plaza da Matriz, junto al Palacio Piratini (sede del Poder Ejecutivo), al Palacio de Justicia, al Teatro São Pedro y a la catedral metropolitana.
La construcción del Palacio Farroupilha comenzó en mayo de 1955, tras un convenio firmado entre la Asamblea Legislativa y la municipalidad de Porto Alegre. Se decidió que el palacio fuera erigido en el terreno donde entonces se hallaba el Auditorio Araújo Viana, en la plaza Mariscal Deodoro (o Praça da Matriz), para mantener la tradición de la Plaza de los Tres Poderes. A cambio, el poder legislativo construiría, con sus propios recursos, el nuevo Auditorio Araújo Viana, en el Parque Farroupilha. El día 20 de septiembre de 1967, el Legislativo se trasladó al lugar que hoy ocupa.
El edificio fue proyectado por el arquitecto paulista Gregório Zolko, ganador del concurso nacional, quien utilizó materiales nobles como el mármol y la madera, y modernos, como el vidrio y el aluminio. En la fachada de la rua Duque de Caxias fue instalada una gran serie de paneles metálicos retratando escenas de temática gaúcha, de autoría del conocido artista Vasco Prado, que también fue el autor de otra escultura colocada en los jardines que dan a la plaza.